# Ustawa karna zachodniogalicyjska

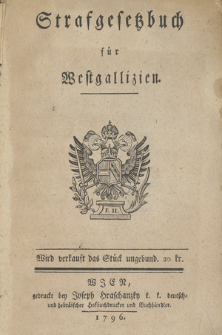
Oryginalna okładka Ustawy karnej zachodniogalicyjskiej

Ustawa karna zachodniogalicyjska, Kodeks karny zachodniogalicyjski (niem. Strafgesetzbuch für Westgallizien) – kodeks karny utworzony w 1796 roku,  wprowadzony przez cesarza Franciszka II,  obowiązujący na terytorium Galicji Zachodniej w latach 1797–1803.

## Okoliczności powstania
Na terenie Austrii oraz tym samym w dawnej Galicji od 1787 roku obowiązywał Powszechny kodeks karny o zbrodniach i karach, tzw. "Józefina". Od tej pory Galicja weszła całkowicie w orbitę prawa karnego austriackiego i dzieliła losy reszty krajów korony austriackiej, to jest podlegała tym samym zmianom, jakie niosły ze sobą dalsze prace kodyfikacyjne. Józefina stanowiła duży krok naprzód, ale mimo to nie spełniła wszystkich pokładanych w niej nadziei w Galicji, dlatego trwały prace nad nową kodyfikacją prawa karnego. W specjalnie utworzonej Komisji Kodyfikacyjnej nad nową ustawą pracowali znani wówczas prawnicy jak K. Martini, F. Kees i J. Froidevo. Punktem wyjścia do opracowania nowego aktu prawnego był tekst Józefiny. Zagadnienie sprowadzało się zatem do ilości oraz charakteru zmian, jakie należało wprowadzić do tekstu kodeksu.
Z początkiem 1793 roku, Komisji Kodyfikacyjnej został przedstawiony gotowy już projekt, którego autorem był Mathias von Haan. Jednakże w międzyczasie pojawił się patent Cesarza Franciszka II z 2 stycznia 1795 roku, który spowodował dużą zmianę w dalszych pracach nad kodeksem. Mowa tu o pomyśle ponownego wprowadzenia kary śmierci w przypadkach tzw. zdrady głównej. Zmiana ta, zrywająca z józefińskim system kar, w którym nie było miejsca dla kary śmierci w postępowaniu zwyczajnym, spowodowała konieczność rozszerzenia prac kodyfikacyjnych. Podstawą stał się kolejny, drugi projekt von Haana z 4 stycznia 1794 r. uzupełniony konsekwencjami wynikłymi z patentu o zdradzie głównej.
2 lipca 1794 roku cesarz Franciszek II polecił rozesłać projekt do komisji w poszczególnych krajach austriackich oraz przekazać go również do wglądu i oceny Najwyższej Izbie Sprawiedliwości (Oberste Justizstelle). Następnie Komisja Kodyfikacyjna w ciągu 1796 roku, wbrew pierwotnym ustaleniom włączyła do tekstu przepisy proceduralne, a także rozważyła proponowane poprawki. W ten sposób kodeks był już praktycznie gotowy do zastosowania w życiu codziennym.
Po trzecim rozbiorze Polski powstał problem reorganizacji prawnej nowo utworzonej prowincji. Cesarz Franciszek II zadecydował, że polskie prawo karne powinno natychmiast ustąpić miejsca austriackiemu. Z tego powodu wydane zostało polecenie nadania mocy drugiemu projektowi von Haana na terenie całej Galicji Zachodniej.

## Treść Ustawy
Przy wprowadzeniu w życie nowego kodeksu, zawarto pismo proklamacyjne, które miało charakter przepisów wprowadzających gdzie sformułowana była istotna zasada mówiąca o tym, że ustawa karna dotyczy czynów przestępczych popełnionych po dacie jej wejścia w życie, chyba że nowe przepisy są względniejsze dla sprawy (lex severior retro non agit).
Ustawa karna pod nazwą Strafgesetzbuch für Westgallizien weszła w życie na terytorium trzeciego zaboru austriackiego z dniem 1 stycznia 1797 roku. Kodeks miał zapewniać na terenie Galicji ład i porządek oraz uporządkowanie wymiaru sprawiedliwości na nowo przyłączonym terytorium.
Całość ustawy karnej zachodniogalicyjskiej dzieliła się na dwie części: pierwszą o przestępstwach i karach (§1 – 232) i drugą, obejmującą przepisy proceduralne (§233 – 567). W ten sposób Austriaccy kodyfikatorzy wrócili do tradycyjnego rozwiązania, porzuconego już przedtem przez Józefinę, i znowu zawarli w ramach jednego kodeksu przepisy prawa materialnego oraz formalnego.

### Część pierwsza Ustawy
W części pierwszej na samym wstępie w czterdziestu dwóch paragrafach, unormowano kolejno ogólne przepisy o przestępstwach i karach oraz umieszczono katalog przestępstw (§41 – 42), które w takim porządku zostały ujęte w pozostałych 25 rozdziałach części pierwszej kodeksu.
W rozdziale drugim uregulowano zagadnienie kary, kryteria jej wymiaru, katalog kar oraz zagadnienia z zakresu działania ustawy karnej co do czasu i osób (§19 – 21). Katalog kar w świetle przepisów kodeksu uległ w porównaniu do Józefiny pewnym zmianom, z których najważniejszą było ponowne wprowadzenie (choć praktycznie w bardzo wąskim zakresie) kary śmierci. Powstały trzy rodzaje kary więzienia: najcięższe, ciężkie i lekkie. Rozróżniano również kary więzienia dożywotniego oraz czasowego (od jednego miesiąca do 20 lat). Obszernego uregulowania w przepisach doczekały się również tak istotne kwestie jak skutki prawne wyroku skazującego, zbieg przepisów ustawy i zbieg realnego przestępstwa, zagadnienie umorzenia przestępstwa czy też problem jego przedawnienia, a także przepis § 47 o naruszeniu porządku publicznego słowem, pismem itd. Na uwagę zasługuje również przepis o przestępstwach zakłócenia bądź gwałtu przeciw obrządkom religijnym (Religionsstörung), zawarty w § 91-94.

### Część druga Ustawy
Druga część Ustawy karnej zachodniogalicyjskiej poświęcona została uregulowaniu postępowania karnego.Tenże Kodeks nadal pozostawał na gruncie zasad procedury inkwizycyjnej, która w Austrii przetrwała szczególnie długo (ostatecznie proces inkwizycyjny zniesiony został w Austrii ustawą z 1873 roku). W przepisach Ustawy, odnośnie do procesu inkwizycyjnego wprowadzono niewiele zmian.

## Koniec obowiązywania i wpływ Ustawy na prawo austriackie
Ustawa karna zachodniogalicyjska obowiązywała przez niecałe 7 lat, do 3 września 1803 roku, to jest do chwili, w której we wszystkich krajach monarchii austriackiej wprowadzony został w życie nowy kodeks, utworzony na podstawie Ustawy karnej zachodniogalicyjskiej, zwany franciszkańskim.
Kodeks karny zachodniogalicyjski stanowił trwałe osiągnięcie myśli kodyfikacyjnej austriackiej i podobnie jak współczesna mu kodyfikacja cywilna, określił oblicze prawa sądowego Austrii przez cały XIX w., a w dużej mierze i po czasy najnowsze.